# 大德留科韋
48°4′59″N 32°2′55″E / 48.08306°N 32.04861°E
大德留科韋（烏克蘭語：Великодрюкове），是烏克蘭中部的村莊，隸屬基洛夫格勒州的克羅皮夫尼茨基區。該村面積1.92平方公里，海拔高度144米，2001年人口15，人口密度每平方公里7.83人。